# Paraliochthonius tenebrarum
Paraliochthonius tenebrarum är en spindeldjursart som beskrevs av Volker Mahnert 1989. Paraliochthonius tenebrarum ingår i släktet Paraliochthonius och familjen käkklokrypare. Inga underarter finns listade i Catalogue of Life.